# Dhimitër Beratti
Dhimitër Beratti sau Dhimitër Berati (pronunțat [ðimitəɾ bɛɾati]; n. 15 octombrie 1888, Korçë, vilayetul Janina, Imperiul Otoman – d. 8 septembrie 1970, Roma, Italia)[a] a fost un jurnalist, avocat, diplomat și om politic albanez.
În calitate de reprezentant al albanezilor din România, s-a implicat în luptele pentru independența albanezilor și apoi în viața politică a Albaniei, care a devenit independentă în 1912. Începând din anii 1910, și-a slujit țara ca diplomat și funcționar în cadrul Ministerului de Externe. În perioada 1934-1936 a îndeplinit funcția de ministru al economiei naționale. În martie 1936 a încheiat un nou acord economic italo-albanez care, deși a pus capăt unei perioade de cinci ani de tensiune între cele două state, a deschis calea aspirațiilor de hegemonie italiană asupra Albaniei. În anii 1941-1942, în timpul ocupației italiene, a îndeplinit funcția de ministru al culturii.

## Biografie
S-a născut în orașul Korçë la 15 octombrie 1888 (sau, după alte surse, la 15 octombrie 1886). A început școala în orașul natal. Familia sa, care era de etnie aromână și de religie ortodoxă, a emigrat apoi în România când el era copil, iar tânărul Beratti a absolvit studii de drept și științe politice la Universitatea din București. A fost implicat în activitatea patriotică a coloniei albaneze din România, militând pentru dreptul la autodeterminare al poporului albanez. În anul 1907 s-a întors în patria sa, unde a devenit profesor de limba albaneză și director al unei școli serale.
În 1908 a fost unul din membrii fondatori ai societății patriotice albaneze „Dituria” („Cunoașterea”) din Korçë. A participat ca sufleor la reprezentația scenică a piesei de teatru Besa a lui Sami Frashëri în 13 decembrie 1909. În același an a luat parte la Congresul de la Elbasan (cu privire la instituirea educației în limba albaneză în școlile de pe teritoriul vilaietelor albaneze), iar în 1910 la Congresul al II-lea de la Manastir.
Dhimitër Beratti a participat la 5 noiembrie 1912 la întâlnirea organizată de Ismail Qemali și Luigj Gurakuqi⁠(d) cu reprezentanții societăților patriotice albaneze din București, întâlnire în care s-a discutat problema statalității albaneze. A fost ales delegat al coloniei albaneze din București la Adunarea Națională de la Vlorë și, împreună cu ceilalți delegați, l-a însoțit pe Ismail Qemali pe drumul spre Albania. El a semnat acolo Declarația de Independență a Albaniei (28 noiembrie 1912) cu numele „D. Beratti”. În perioada următoare Beratti a lucrat pentru primul guvern albanez format sub conducerea lui Ismail Qemali. În calitate de angajat al Ministerului Afacerilor Externe, a fost secretar responsabil cu relațiile cu misiunile diplomatice de la Vlorë și a făcut parte din delegația Albaniei la Conferința de la Londra din 1913, care a recunoscut independența Albaniei și a stabilit granițele noului stat, iar începând din 24 august 1913 a redactat ziarul politic guvernamental Përlindja e Shqipnies („Renașterea Albaniei”), care apărea cu o frecvență săptămânală. În perioada 1913-1914 a fost director general al spitalelor din Albania. A fost, de asemenea, secretar al organizației Pleqësisë.
S-a întors la București în 1914, după căderea guvernului condus de Ismail Qemali, și a trăit în România în timpul Primului Război Mondial. Și-a continuat activitatea politică în această perioadă în calitate de secretar al coloniei albaneze din România. A reintrat în viața politică a Albaniei abia după sfârșitul războiului și a participat ca secretar al delegației albaneze la Conferința de Pace de la Paris (1919), rămânând în capitala Franței până în 1921. În această perioadă a publicat, de asemenea, două cărți mici în limbile engleză și franceză: Albania and the Albanians (Paris, 1920) și La question albanaise (Paris, 1920), în care a adunat studii cu privire la istoria și obiectivele politice ale albanezilor. După încheierea tratatelor de pace, a rămas mai departe la Paris pe post de consilier al Ambasadei Albaniei din 1921 până în 1922. După întoarcerea sa, a urcat în ierarhia  Ministerului Albanez al Afacerilor Externe. În 1922 a fost pentru o scurtă perioadă prim secretar al ministerului, iar din 1922 până în 1924 a fost directorul Direcției Politice; în anul 1923 a participat la lucrările Comisiei Internaționale de Frontieră de la frontiera albanezo-iugoslavă. În iulie 1924 a fost numit secretar general adjunct al Consiliului de Regență, iar din 1924 până în 1925 a fost consul general al Albaniei la Sofia. În anul 1925 a revenit în centrala Ministerului de Externe, fiind repartizat mai întâi în Comisia Internațională de Frontieră (de data aceasta pentru a clarifica problemele cu privire la granița albanezo-greacă), iar apoi fiind numit pentru a doua oară ca director al Direcției Politice (1929-1932). În 1930 a fost delegatul Albaniei la Liga Națiunilor În perioada 1932-1934 a fost secretar general în Ministerul Afacerilor Externe.
A îndeplinit funcția de ministru al economiei naționale (15 iunie 1934 - 7 noiembrie 1936) în guvernele conduse de Pandeli Evangjeli și Mehdi Frashëri⁠(d) și a fost, în paralel, pentru o scurtă perioadă și ministru al educației (31 august - 16 octombrie 1935). Sarcina sa principală a fost reluarea negocierilor economice și financiare dintre cele două țări ca urmare a relaxării relațiilor bilaterale albanezo-italiene în 1935. Cele două părți au semnat în 19 martie 1936 la Roma un acord economic, comercial și financiar, care a pus capăt unei perioade de cinci ani de tensiune între cele două țări și a impulsionat redresarea economică a Albaniei, dar în schimb, printr-o clauză secretă a acordului, Italia a preluat administrarea portului Durrës și a dobândit astfel un rol important în activitățile financiare și de comerț exterior ale Albaniei. Și-a continuat cariera profesională ca secretar general în Ministerul Afacerilor Externe din 1936 până în 1937, iar în perioada 1937-1939 a fost ambasador plenipotențiar al Albaniei la Roma.
După ocuparea Albaniei de Italia Fascistă în aprilie 1939, a lucrat mai întâi ca funcționar la Oficiul de Lichidare a Întreprinderilor, iar în aprilie 1940 a contribuit la înființarea Institutului Regal de Studii Albaneze. În perioada 3 decembrie 1941 - 4 ianuarie 1943 a fost ministru al culturii naționale în guvernul proitalian condus de Mustafa Kruja⁠(d). A renunțat apoi la activitatea politică în favoarea unei poziții mai profitabile de membru în consiliul de administrație al unei companii agrare și comerciale.
Beratti a părăsit Albania după demisia guvernului progerman al lui Rexhep Mitrovica⁠(d) în iunie 1944, chiar înainte de încheierea celui de-al Doilea Război Mondial, și s-a stabilit la Roma, unde a locuit pentru tot restul vieții sale. A scris articole în principal pentru revista Shenjëzat (în italiană Le Pleiadi) și a alcătuit lucrarea în două volume intitulată Shqipëria („Albania”), care a rămas sub formă de manuscris. În anul 1969 a participat la festivitățile organizate la New York de societatea albaneză „Vatra”. A murit la Roma în urma unui accident rutier la 8 septembrie 1970, la vârsta de 81 de ani.

## Recunoașterea meritelor sale
În semn de apreciere a legăturilor sale cu românii și România, unde a locuit câțiva ani, regele Carol al II-lea l-a decorat în 1932 cu Ordinul Coroana României în grad de Mare Ofițer.
În 1992, cu prilejul aniversării a 80 de ani de independență, a fost distins postum cu Ordinul „Pentru activități patriotice” cl. I. Cu ocazia aniversării a 100 de ani de independență, președintele Albaniei i-a decorat post-mortem cu Ordinul „Onoarea națiunii” pe toți semnatarii Declarației de Independență, prin decretul nr. 7574 din 26 iunie 2012.

## Notă explicativă
^Elsie⁠(d) menționează în mod greșit că Beratti s-ar fi născut în anul 1896, caz în care ar fi avut doar 16 ani la vremea Adunării Naționale de la Vlorë din 1912, și că ar fi murit la 6 septembrie 1970.

## Lucrări publicate (selecție)
Dhimitër Beratti a publicat mai multe cărți cu caracter istoric și politic, printre care: 
- Albania and the Albanians: The Albanian question before the House of Commons. Paris: Librairie Chapelot. [1919]. 69 p.
- La question albanaise: Études recueillies. Paris: Imprimerie «Henri Diéval». [1919]. 112 p.
- Shënime  historike („Note istorice”). 1931.
- Qëllimi  dhe  organizimi  i  Lidhjes  së  Kombeve („Scopul și organizarea Ligii Națiunilor”). 1937.
- Shqipëria  më  1937 („Albania în 1937”). 1937.

A scris mai multe articole despre istoria și cultura albaneză în revista Shenjëzat, care a fost publicată la Roma.